# Podbarcie
Podbarcie (lit. Pabarčiai) − wieś na Litwie, w gminie rejonowej Soleczniki, 3 km na południe od Jaszunów, zamieszkana przez 20 ludzi. Przed II wojną światową w Polsce, w powiecie wileńsko-trockim województwa wileńskiego.